# Kisszállás
Kisszállás – wieś i gmina w południowej części Węgier, w pobliżu miasta Kiskunhalas. Gmina liczy 2434 mieszkańców (styczeń 2011) i zajmuje obszar 92,05 km².

## Położenie
Miejscowość leży na obszarze Wielkiej Niziny Węgierskiej, w komitacie Bács-Kiskun, w powiecie Kiskunhalas.

## Zabytki
- Zamek Boncompagni